# 길달호
길달호(吉達鎬, 1943년 12월 2일 ~ 2020년 9월 11일)는 대한민국의 배우이며, 본명은 길다로인데, 길도태랑, 길달오(吉達五)라는 다른 이름이 있다.

## 이력
1962년 연극배우 첫 데뷔하였으며, 2020년 9월 11일 숙환으로 사망하였다.

## 출연작

### 영화
- 2010년 《마마 앤드 파파》 - 강민달 역
- 2003년 《아리랑》 - 우체부 역
- 2001년 《이유 없는 반항》 - 권투 관장 역
- 2001년 《건달의 법칙》
- 2000년 《깡패법칙》
- 1999년 《인정사정 볼 것 없다》
- 1999년 《표절》
- 1999년 《애》 - 중대장 역
- 1999년 《루트 7》 - 약장수 역
- 1998년 《엑스트라》(특별출연)
- 1997년 《내! 아바디 오마니》 - 정보원 역
- 1997년 《삘구》 - 형사반장 역
- 1997년 《똑바로 살아라》 - 푸줏간 주인 역
- 1996년 《96 옐로우하우스》
- 1996년 《립스틱 짙게 바르고》
- 1996년 《미지왕》
- 1996년 《지독한 사랑》 - 선술집 주인 역
- 1996년 《축제》
- 1996년 《투캅스 2》 - 유치장 사내 역
- 1996년 《알바트로스》
- 1995년 《48+1》 - 도박장 관리자 역
- 1995년 《해병묵시록》
- 1995년 《아찌 아빠》
- 1994년 《마누라 죽이기》 - 경찰 1 역
- 1994년 《해적》 - 들개 역
- 1994년 《태백산맥》
- 1994년 《새알각하》
- 1993년 《투캅스》 - 오락실 손님 역
- 1993년 《마당쇠와 언년이》
- 1993년 《홧김에》
- 1993년 《사라의 계절》 - 대학생 역
- 1993년 《애마부인 8》
- 1993년 《에로스》 - 남자 역
- 1993년 《산딸기 6》
- 1993년 《뽕띠》
- 1992년 《돌아오라 개구리소년》 - 청년 역
- 1992년 《비에 젖어서야 사랑하노라》
- 1992년 《캉캉 69》
- 1992년 《뽕 3》
- 1992년 《장군의 아들 3》
- 1992년 《고독한 실력자》
- 1992년 《시라소니》 - 다이사꾸 역
- 1992년 《애마부인 7》 - 사내 1 (공중 전화에서 남편 이무정과 통화 마치고 나온 주연 배우 강승미를 겁탈하려 한 치한 아저씨 역
- 1991년 《비 개인 오후를 좋아하세요?》 - 사내 2 역
- 1991년 《팁주는 여자》
- 1991년 《변금련》
- 1991년 《외길가게 하소서》
- 1991년 《돈아 돈아 돈아》 - 맹인 역
- 1991년 《아르바이트 여자》
- 1991년 《유혹의 강》 - 괴한 역
- 1991년 《이태원 밤하늘엔 미국 달이 뜨는가》
- 1991년 《애마부인 5》
- 1991년 《누가 용의 발톱을 보았는가》
- 1991년 《첫날밤에 내린 비》
- 1991년 《사랑과 죽음의 메아리》 - 기용 형 역
- 1991년 《있잖아요 비밀이에요 2》 - 사내 역
- 1990년 《서울 통화중》 - 육대주 비슷한남자 역
- 1990년 《남자 시장》
- 1990년 《팁 2》 - 김 하사 역
- 1990년 《90 벌레먹은 장미》
- 1990년 《땡삐》 - 일헌병 1 역
- 1990년 《꼴찌부터 일등까지 우리반을 찾습니다》
- 1990년 《청송으로 가는 길》 - 날치기 역
- 1990년 《고금소총 2》
- 1990년 《매춘시대》
- 1990년 《나는 날마다 일어선다》
- 1990년 《누가 붉은 장미를 꺾었나》
- 1990년 《새벽을 깨우리로다》
- 1990년 《잠자리에 들 시간》 - 썬그라스 2 역
- 1990년 《파행》
- 1989년 《들병이》
- 1989년 《회춘녀》
- 1989년 《달아난 말》
- 1989년 《랏슈》 - 은행원 4 역
- 1989년 《육담구담》 - 파행 4 역
- 1989년 《크라이막스 원》 - 방 기자 역
- 1989년 《빨강 바다》
- 1989년 《여인파티》
- 1989년 《며느리 밥풀꽃에 대한 보고서》
- 1989년 《오색의 전방》 - 투전꾼 2 역
- 1989년 《서울텍사스 서울공주》
- 1989년 《노란 집》
- 1989년 《달콤한 신부들》
- 1989년 《여자 세상》 - 도 선생 역
- 1988년 《합궁》
- 1988년 《칠수와 만수》
- 1988년 《매춘》
- 1988년 《변강쇠 3》 - 포졸갑 역
- 1988년 《팁》
- 1988년 《어른들은 몰라요》
- 1988년 《멋장이 세상》 - 중역 역
- 1988년 《필사의 도망자》 - 달호 역
- 1988년 《둥지 속의 철새》
- 1988년 《청춘펀치》
- 1988년 《회장님 우리 회장님》 - 달호 역
- 1987년 《외계 우뢰용》(특별출연)
- 1987년 《사노》 - 노비 2 역
- 1987년 《서울은 여자를 좋아해》
- 1987년 《87 영자의 전성시대》
- 1987년 《소금장수》
- 1987년 《엄마는 외출중》 - 운전수 역
- 1987년 《산딸기 3》
- 1987년 《박철수의 헬로 임꺽정》
- 1987년 《바람의 아들》
- 1987년 《딱 한번 만나요》
- 1987년 《동녀》
- 1987년 《영점구일칠》
- 1987년 《학창보고서》
- 1987년 《독불장군》 - 경비대장 역
- 1987년 《다섯 사람들》
- 1987년 《화려한 변신》
- 1987년 《성춘향》
- 1987년 《달빛 사냥꾼》 - 푸줏간 사내 역
- 1987년 《토요일은 밤이 없다》 - 달호 역
- 1987년 《나는 다시 살고 싶다》
- 1986년 《무진 흐린뒤 안개》
- 1986년 《투명인간》
- 1986년 《뛰는 자 나는 자》
- 1986년 《자유부인 2》
- 1986년 《여로》
- 1986년 《어울렁 더울렁》
- 1986년 《밤의 요정》
- 1986년 《단》
- 1986년 《깜보》 - 지배인 역
- 1986년 《금달래》
- 1986년 《작년에 왔던 각설이》
- 1986년 《겨울 나그네》
- 1986년 《여자가 밤을 두려워 하랴 (속)》 - 사나이 역
- 1986년 《열병시대》
- 1986년 《엘리베이터 올라타기》 - 형사 B 역
- 1986년 《욕망의 거리》
- 1985년 《피조개 뭍에 오르다》
- 1985년 《열아홉살 쌩머리》
- 1985년 《그 어둠에 사랑이》
- 1985년 《장사의 꿈》 - 아파트 사내 역
- 1985년 《고래 샤낭 2》
- 1985년 《여자의 반란》 - 영업부장 역
- 1985년 《마지막 여름》
- 1985년 《난 이렇게 산다우》
- 1985년 《그때 죽어도 좋았다》
- 1985년 《그대 있어야 할 자리에》
- 1985년 《고추밭의 양배추》
- 1985년 《아가씨와 사관》
- 1985년 《밤마다 천국》
- 1985년 《이방인》
- 1985년 《야망과 도전》
- 1984년 《흐르는 강물을 어찌 막으랴》
- 1984년 《각설이 품바 타령》
- 1984년 《뜸부기 새벽을 날다》
- 1984년 《저 하늘에도 슬픔이》
- 1984년 《밤이 무너질 때》
- 1983년 《바보 선언》
- 1983년 《인생극장》
- 1983년 《비련》
- 1983년 《바람 바람 바람》
- 1983년 《0시의 호텔》
- 1983년 《참새와 허수아비》 - 부하 A 역
- 1982년 《철인들》
- 1982년 《종로 부루스》
- 1982년 《삼국여한》
- 1982년 《어둠의 딸들》
- 1982년 《욕망의 늪》
- 1982년 《소림신방》
- 1982년 《밤의 천국》
- 1981년 《가슴깊게 화끈하게》
- 1981년 《내 모든 것을 빼앗겨도》
- 1981년 《이 깊은 밤의 포옹》
- 1981년 《연분홍 치마》
- 1980년 《잊어야 할 그사람》
- 1980년 《색깔있는 여자》
- 1980년 《세번 웃는 여자》
- 1980년 《팔불출》
- 1980년 《오사까의 외로운 별》
- 1980년 《평양맨발》
- 1980년 《그때 그사람》
- 1979년 《로맨스 그레이》
- 1979년 《폭풍을 잡는 사나이》
- 1979년 《제3한강교》
- 1979년 《야시》
- 1979년 《맨발의 청춘》
- 1979년 《석양의 10번가》
- 1979년 《뒤돌아 보지마라》
- 1979년 《가을비 우산속에》
- 1979년 《우리는 밤차를 탔읍니다》
- 1979년 《휘청거리는 오후》
- 1978년 《사랑과 죽음의 기록》
- 1978년 《죽음의 다섯손가락》
- 1977년 《폭풍을 몰고 온 여자》
- 1978년 《돌아와요 부산항》

### TV 드라마
- 1987년 KBS 드라마 《노다지》
- 1988년 MBC 드라마 《조선왕조 오백년 - 한중록》
- 1989년 KBS 드라마 《무풍지대》
- 1992년 SBS 드라마 《두려움 없는 사랑》
- 1993년 SBS 드라마 《소설극장》
- 1995년 SBS 특별 기획 드라마 《SBS 모래시계》 ... 삼청 교육대 교관역
- 1998년 SBS 시트콤 《순풍 산부인과》 ... 산부인과 전문의 오지명 원장 의대 시절 은사인 의학박사 길주수 前 교수 역

### CF
- 몽고간장